# Lisa Ann
Lisa Ann (ur. 9 maja 1972 w Easton) – amerykańska aktorka i reżyserka filmów pornograficznych pochodzenia włoskiego. Wystąpiła także pod pseudonimem Zina Sunshine, Lisa i Leesa. Uważana za jedną z czołowych postaci gatunku MILF w branży porno i jedną z najpopularniejszych aktorek pornograficznych na świecie.

## Życiorys

### Wczesne lata
Urodziła się w Easton w stanie Pensylwania. Wychowywana była w humanizmie świeckim. W 1990 roku w Kalifornii rozpoczęła pracę jako tancerka erotyczna, aby opłacić szkołę, gdzie została certyfikowanym asystentem stomatologicznym.

### Kariera w branży porno
Karierę rozpoczęła w lipcu 1993, ale z obawy przed AIDS porzuciła ją na cztery lata do roku 1997.
Spędziła kilka lat na objazdach nocnych klubów, występując jako tancerka erotyczna, zanim w 2006 powróciła do filmów porno – najpierw jako agentka, następnie jako aktorka.
Jej agencja Clear Talent Management, założona w listopadzie 2006, później zmieniła nazwę na Lisa Ann’s Talent Management, a w 2007 związała się z agencją Lighthouse Agency A. Glassera.
2 października 2008 w produkcji Hustler Video Who’s Nailin’ Paylin? parodiowała Sarah Palin, republikańską działaczkę Partii Republikańskiej, byłą gubernator stanu Alaska. Film, wyprodukowany przez Larry’ego Flynta, został wydany w dniu wyborów 4 listopada 2008.
Jej debiutem reżyserskim był Hung XXX (2009). W 2013 założyła Lisa Ann Productions.
18 września 2009 pracowała dla Kink.com w scenach MILF Submission z Jamesem Deenem.
W 2009 została ambasadorką mechanicznego masturbatora RealTouch, a niedługo później jej własny model masturbatorów został użyty przez markę Fleshlight.
Według magazynu „Complex”, w 2011 była w piątce najgorętszych gwiazd porno. W marcu 2014 zwyciężyła w rankingu „Najlepsze MILFy starsze niż 33 lata w kinie pornograficznym” (Mejores Milfs maduras mayores de 33 anos del cine porno), ogłoszonym przez hiszpański portal 20minutos.es.
W 2013 zdobyła trzy nominacje do AVN Award w kategoriach: „Najlepsza scena seksu podwójnej penetracji” w Anal Boot Camp (2012) z Chrisem Strokesem, Markiem Woodem i Steve’em Holmesem, „Crossoverowa gwiazda roku” i „MILF/Kuguarzyca roku”.

### Działalność poza przemysłem porno
Lisa Ann prowadziła przez kilka lat audycje radiowe w stacji Sirius XM Radio.
Pojawiła się jako Sarah Palin w teledysku rapera Eminema do piosenki „We Made You” (2009). Wystąpiła w wideoklipie amerykańskiej grupy Hollywood Undead do piosenki „Dead Bite” (2013) oraz filmach dokumentalnych, w tym Aroused (2013), The Golden Rules of Porn (2014) i Addicted to Sexting (2015).
W 2015 ukazała się jej autobiografia zatytułowana The Life, w której zdradza sekrety z życia prywatnego i zawodowego. Z książki dowiemy się m.in. o tajnikach, jakie wykonywane są w tej branży, ujawniając przy okazji takie emocje z życia kariery jak wstyd czy zażenowanie podczas kręcenia scen dla dorosłych.

## Życie prywatne
Spotykała się z czarnoskórym wokalistą R&B Chrisem Brownem (2010), czarnoskórym raperem Soulją Boyem (2011) i kanadyjskim hokeistą Michaelem Del Zotto (2012). Od września 2014 do marca 2015 była związana z wówczas 19-letnim zawodnikiem uniwersyteckiej ligi futbolu amerykańskiego Justinem Brentem.
W kwietniu 2014 udzieliła wywiadu dla magazynu „GQ”, podczas którego ujawniła, że romansowała z zawodnikami NBA.

## Publikacje
- Lisa Ann: The Life. Lioncrest Publishing, 2015. ISBN 978-1-61961-361-4.

## Nagrody
| Rok  | Nagroda                     | Kategoria                                                               |
| ---- | --------------------------- | ----------------------------------------------------------------------- |
| 2007 | Adam Film World Guide Award | Pornograficzny powrót roku                                              |
| 2007 | XRCO Award                  | Najlepszy powrót                                                        |
| 2009 | AVN Award                   | MILF/Kuguarzyca roku                                                    |
| 2009 | AVN Award                   | AVN Hall of Fame                                                        |
| 2010 | Exotic Dancer Award         | Adult Movie Feature Entertainer of the Year                             |
| 2010 | F.A.M.E. Awards             | Ulubiona MILF                                                           |
| 2010 | XFANZ Award                 | MILF roku                                                               |
| 2010 | XRCO Award                  | MILF roku                                                               |
| 2011 | Legends of Erotica          | Legends of Erotica Hall of Fame                                         |
| 2011 | Urban X Award               | Najlepsza wykonawczyni MILF                                             |
| 2011 | Urban X Award               | Urban X Awards Hall of Fame                                             |
| 2011 | XBIZ Award                  | Wykonawczyni MILF roku                                                  |
| 2011 | NightMoves Award –          | Najlepsza wykonawczyni MILF według fanów                                |
| 2012 | NightMoves Award –          | Najlepsza indywidualna strona internetowa według fanów – TheLisaAnn.com |
| 2012 | Urban X Award               | Wykonawczyni MILF roku                                                  |
| 2013 | Exxxotica Fanny Award       | Wykonawczyni MILF roku w Who’s Your Mommy? (2012)                       |
| 2013 | NightMoves Award            | Social Media Star (Editor’s Choice)                                     |
| 2013 | XRCO Award                  | XRCO Hall of Fame                                                       |
| 2013 | AVN Award                   | Najgorętsza MILF według fanów                                           |
| 2016 | XBIZ Award                  | Crossoverowa gwiazda roku                                               |
| 2025 | Exxxotica Fan Choice Award  | Nagroda za całokształt twórczości                                       |